# Le bonheur ne tient qu'à un film
Le bonheur ne tient qu'à un film est un court métrage humoristique français réalisé en 2003 par la comédienne Laurence Côte.

## Distribution
- Anne Brochet : Sophie
- Mathias Mlekuz : Thierry
- Cyprien Clément : Paulo
- Marc Andréoni : le cousin Bernard
- Alicia Côte : Charlotte
- Françoise Côte : la collègue
- Pascal Gilbert